# Proyección cilíndrica

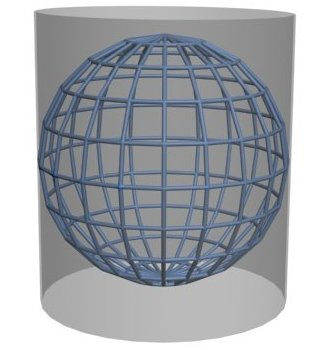
Proyección cilíndrica.

Una proyección cilíndrica es una proyección cartográfica que usa un cilindro tangente. Las proyecciones cilíndricas se obtienen al proyectar la superficie esférica sobre un cilindro secante o tangente a la esfera.
En la proyección cilíndrica, el mapa resultante presenta una red de paralelos y meridianos perpendiculares. La deformación de la escala es creciente al alejarse de la línea de tangencia, el Ecuador, donde se conserva la escala. 
A pesar de esta deformación, el hecho de que se mantenga la perpendicularidad entre meridianos y paralelos conduce a una representación sencilla y útil en diversas situaciones como la navegación.
La más famosa es la proyección de Mercator que revolucionó la cartografía. En ella, una recta no es (salvo cuando coincide con un meridiano o con el ecuador) la distancia más corta entre dos puntos, pero tiene la gran ventaja, para el navegante, que el ángulo con el norte es constante : es una proyección conforme además de ser cilíndrica. Una desventaja de esta proyección, y en general de todas las cilíndricas, es la gran distorsión de la escala en zonas de latitud alta (de los 60 a los 90 grados, tanto al norte como al Sur del Ecuador).

## Carta esférica mundial
Hasta principios del siglo XVIII se solía llamar carta esférica a una proyección cilíndrica modificada en la que la derrota de rumbo constante, llamada loxodrómica, se representara, al menos de manera aproximada, por una recta. La solución definitiva del problema solo se consiguió con la construcción (porque no es estrictamente una proyección) que se denomina generalmente de Mercator, por ser el flamenco Gerardus Mercator a quien atribuyen su invento. Sin embargo, esta invención se debe a españoles (Martín Cortés de Albacar y su discípulo Alonso de Santa Cruz, cosmógrafo mayor del emperador Carlos V).